# キャンベラ・キャバルリー
キャンベラ・キャバルリー（英語: Canberra Cavalry）は、オーストラリアン・ベースボールリーグに加盟している野球チーム。本拠地は、オーストラリアの首都キャンベラ。ウマのロゴマークが見られる。略称はキャブス（Cavs）。

## 経歴
ABLが開幕する2010年に創設され、初年度より同リーグに加盟している。
2012年-2013年シーズンに球団創設後初めてリーグ戦で優勝、またチャンピオンシップシリーズでは前年まで2連覇中のチャンピオン、パースヒートを敗りABLチャンピオンとなった。
また同2013年11月に開催された2013年のアジアシリーズに、オーストラリアチャンピオンとして出場した。
予選リーグ義大ライノズ戦にてABL球団として史上初めてアジアシリーズで勝利し、準決勝で三星ライオンズ、決勝で統一セブンイレブン・ライオンズを下しオーストラリア代表として初優勝を果たした。
これによりレギュラーシーズン、チャンピオンシップシリーズ、アジアシリーズの3タイトルを同一年度で獲得し、ABL史上唯一の3冠達成球団となった。
2019年7月には、NPBの横浜DeNAベイスターズと戦略的パートナーシップを締結した。
2024年-2025年シーズンにリーグ戦で優勝。

## 選手名鑑

### 現役選手
| 投手 - 24 ティム・アサートン (Tim Atherton) - 48 ジェイク・ブラウン (Jake Brown) - 31 トリスタン・クロフォード (Tristan Crawford) - 34 ダスティン・クレンシャー (Dustin Crenshaw) - 44 ブライアン・グレニング (Brian Grening) - 33 ゲビー・ヘルナンデス (Gaby Hernandez) - 29 A.J.ホランド (A.J. Holland) - 23 スティーブン・ケント (Steven Kent) - 32 イアン・マーシャル (Ian Marshall) - 46 ウェイン・オウ (Wayne Ough) - 39 アーロン・トンプソン (Aaron Thompson) - 48 ショーン・トーラー (Sean Toler) | 捕手 - 19 キーラン・ブラッドフォード (Kieran Bradford) - 50 ジャック・マーフィー (Jack Murphy) - 9 ロビー・パーキンス (Robin Perkins) 内野手 - 27 L.B.ダンツラー (L.B. Dantzler) - 20 黄立威 (Liwi Huang) - 7 マーカス・レモン (Marcus Lemon) - 11 クリスチャン・ロペス (Christian Lopes) - 38 アーロン・スローン (Aaron Sloan) - 13 ジェイソン・スローン (Jason Sloan) - 21 サム・ソーントン (Sam Thornton) - 10 ミッチ・ウァルディング (Mitch Walding) 外野手 - 25 アンソニー・アルフォード (Anthony Alford) - 41 アーロン・チェン (Aaron Cheng) - 6 スコット・ヒラー (Scott Hillier) - 4 アレックス・ハダック (Alex Hudak) - 30 アダム・シルバ (Adam Silva) |
| 2015年3月22日更新 [公式サイト(英語)より：ロースター ] | |